# Hitman: Sniper
Hitman: Sniper — мобильная видеоигра в жанре шутер от первого лица, разработанная канадской студией Square Enix Montreal и выпущенная японской международной компанией Square Enix в июне 2015 года. Как и во всех играх серии Hitman, главным героем является Агент 47, на этот раз ему надо убить несколько влиятельных людей с помощью снайперской винтовки.
Игра была официально анонсирована в 2014 году на Electronic Entertainment Expo в качестве расширения к рекламной мини-игре Sniper Challenge для Hitman: Absolution. 4 июня 2015 года игра была выпущена для платформ Android и iOS. Hitman: Sniper получил в целом благоприятные отзывы. Ряд обозревателей похвалили игру за головоломки и интересность, но в то же время критике подвергся однообразный геймплей и малое разнообразие игры.

## Игровой процесс

Интерфейс игры. Главное отличие Hitman: Sniper от других игр серии — её вид. Она сделана от первого лица, в то время когда другие игры серии — от третьего

Главной целью Агента 47 является убийство нескольких влиятельных людей в Черногории с помощью снайперской винтовки. Игра сделана от первого лица. Главный герой находится вдали от домов, стреляя со снайперской позиции, так что Агент 47 не уязвим для контратаки, но может провалить миссию, если цели заметят стрельбу и покинут помещение. Игрок может экспериментировать с альтернативными методами для убийства целей, таких как стрельба в стекло, на которое опирается жертва. Другие ловушки включают в себя включение сигнализаций у автомобилей, чтобы отвлечь охранников, включение вентиляторов и т. д. Игрок зажимает сенсорный экран устройства, чтобы увеличить масштаб прицела и навести его на цель. Миссии автоматически создаются самой игрой, и каждая миссия состоит вокруг убийства одной из десяти важных целей, а также вторичных, например, с использованием определённого типа ловушек или выстрелов в голову по движущейся цели. Миссия считается полностью выполненной, если игрок смог сделать дополнительное задание, помимо убийства цели (например, убить 10 врагов выстрелом в голову).
За успешное выполнение миссии игроку даётся награда — игровые деньги или деталь для новой снайперской винтовки. Свою снайперскую винтовку игрок может улучшать за деньги, или же купить новую. Имеется также возможность приобрести игровую валюту через микротранзакции, чтобы пропустить миссию или разблокировать новое оружие. Игрок может синхронизировать прогресс между устройствами через интеграцию с Facebook.

## Разработка и выход
Hitman: Sniper позиционируется как расширение рекламной мини-игры Sniper Challenge к Hitman: Absolution. Square Enix также хотела изучить преимущества отсутствия необходимости перемещать персонажа по игровому миру. Игра изначально разрабатывалась как «премиум-игра» для iPad, с ценой выше среднего. Позже игра была анонсирована бесплатной, но поддерживающей микротранзакции. Микротранзакции в игре на момент релиза остались, но в итоге Hitman: Sniper стал платным. Игра была разработана за две недели.
Square Enix анонсировала Hitman: Sniper в 2014 году на Electronic Entertainment Expo, где была показана демоверсия. Изначально релиз планировался на 2014 год, но в итоге игра вышла 4 июня 2015 года на iOS и Android.
Игра продолжает получать обновления после своего выхода. В июне 2016 года была добавлена «Долина Смерти» (англ. Death Valley). В ней надо защитить механика Бена от зомби, пока тот пытается отремонтировать свой грузовик. Дополнение имеет три уровня сложности и дополнительные улучшения для оружия. В том же году Square Enix Montreal добавили лимитированный арбалет со специальными способностями. В 2019 и 2020 годах игра была временно бесплатной.

## Отзывы критиков
| Сводный рейтинг       | Сводный рейтинг |
| Агрегатор             | Оценка          |
| --------------------- | --------------- |
| Metacritic            | 76/100          |
| Иноязычные издания    |                 |
| Издание               | Оценка          |
| Gamezebo              | [ 6 ]           |
| Pocket Gamer          | 7/10            |
| TouchArcade           | [ 8 ]           |
| Русскоязычные издания |                 |
| Издание               | Оценка          |
| «Игры Mail.ru»        | 7,5/10          |

Hitman: Sniper получил в основном положительные отзывы от критиков после выхода. Её средний балл на Metacritic равен 76 баллам. Рецензенты высоко оценили интересность и минимализм головоломок, но в то же время ругали малое разнообразие игры. Также они заметили, что после нескольких часов игры хорошо запоминаются маршруты каждого врага. Так заметил рецензент TouchArcade, написавший положительный отзыв и дав 4 балла из 5, но подвергнув критике повторяющуюся игровую механику. Рецензент Gamezebo же заявил, что Hitman: Sniper остаётся свежим и захватывающим, несмотря на его однообразность. Рецензент также особенно похвалил звуковой дизайн и тому, как он использовался, чтобы подсказать игроку решения головоломок. Pocket Gamer дали игре 7 баллов из 10, отметив, что методы убийства целей с помощью ловушек и трюков являются самым интересным элементом игры. Тем не менее, Pocket Gamer заявили, что Hitman: Sniper не достиг ситуационного юмора серии. TouchArcade порекомендовали играть в Hitman: Sniper на планшетах iPad, а не на маленьком iPhone.
Gamezebo назвал Hitman: Sniper одной из лучших игр, вышедших на мобильные устройства в июне 2015 года. Hitman: Sniper официально считается самой прибыльной игрой в истории студии Square Enix Montreal. В 2020 году российский сайт Игры Mail.ru включил её в сотню лучших мобильных игр.

## Продолжение
3 марта 2022 года Square Enix Montreal выпустила прямое продолжение Hitman Sniper: The Shadow, в котором появились новые локации и несколько игровых персонажей.